# Brænde Å
Brænde Å är ett 28 km långt vattendrag på ön Fyn i Danmark. Det ligger i Region Syddanmark, i den södra delen av landet, 170 km väster om Köpenhamn. Åns källa ligger nära Tommerup Stationsby och den rinner västerut till Lilla Bält (Sønderåby Vig). Området kring utloppet är ett fågelskyddsområde och en del av Natura 2000 området  Lilla Bält.